# Ruth Sawyer
Pour les articles homonymes, voir Sawyer.
Ruth Sawyer (5 août 1880 - 3 juin 1970) est une conteuse américaine et une écrivaine de fiction pour enfants et adultes. Elle est surtout connue pour son roman Patins à roulettes (Roller Skates) qui a remporté la médaille Newbery en 1937. Elle reçoit le prix Laura Ingalls Wilder en 1965 pour l'ensemble de sa carrière dans la littérature jeunesse.

## Biographie
Ruth Sawyer est la plus jeune d'une fratrie de cinq enfants et est la fille unique de Francis Milton et Ethalinda Smith Sawyer. Elle est née le 5 août 1880 à Boston, dans le Massachusetts. Alors qu'elle est encore bébé, sa famille déménage à New York, où elle fréquente une école privée. Issue d'une famille riche, elle a une nounou irlandaise nommée Joanna qui lui inspire l'amour et l'appréciation de la narration. À la mort de son père, un importateur de New York, la famille déménage dans leur chalet d'été dans le Maine. Là, ils vivent de la terre, une expérience que Sawyer décrit plus tard dans son roman, The Year of Jubilo. Finalement, la famille retourne à New York et Sawyer fréquente la Garland Kindergarten Training School pendant deux ans.
En 1900, elle quitte Garland et se rend à Cuba. Là, elle enseigne la narration aux enseignants qui ouvraient des jardins d'enfants pour les enfants orphelins à la suite de la guerre hispano-américaine. Après son retour aux États-Unis, son travail à Cuba l'aide à obtenir une bourse à l'Université Columbia où elle étudie la narration et les traditions folkloriques. Elle reçoit son Baccalauréat universitaire en sciences de Columbia en 1904. Elle travaille ensuite pour le système scolaire de New York, racontant des histoires à des personnes nées à l'étranger. En 1910, elle lance le premier programme de contes pour enfants pour la New York Public Library.
Ruth Sawyer écrit également des articles pour The New York Sun qui l’envoie à deux reprises en Irlande pour étudier. Au cours de ces différents voyages à l'étranger, elle rassemble des contes populaires et continue d'apprendre l'art de la narration, devenant finalement reconnue pour ses recueils de contes folkloriques et ses prouesses en matière de narration. Ses expériences de vie ont souvent donné à Sawyer des idées pour ses livres, et elle passera sa vie à recueillir et raconter des contes. Au moins un biographe a souligné le parallèle entre Sawyer et les frères Grimm.
En 1911, elle épouse l'ophtalmologiste Albert C. Durand. Ils vivent à Ithaca, dans l'état de New York, et ont deux enfants : Margaret (Peggy) et David. Peggy, bibliothécaire pour enfants, épousera Robert McCloskey qui est devenu plus tard un célèbre auteur et illustrateur pour enfants. Il est surtout connu pour avoir écrit Make Way for Ducklings.
Ruth Sawyer travaille pour les services de vulgarisation de l'Université Cornell de 1923 à 1933, voyageant à travers la campagne de New York pour raconter des histoires et donner des conférences sur les livres. En 1931, alors qu'elle a 51 ans, Sawyer passe cette année à parcourir l'Espagne pour recueillir des contes populaires, alors que le pays est déjà déchiré par les factions de la guerre civile à venir. Là-bas, elle rencontre un jeune garçon qui allait devenir le modèle de son livre Tono Antonio.
De 1935 à 1945, elle visite chaque mois la Federal Prison Camp pour femmes d'Alderson (Virginie-Occidentale), y racontant des histoires. Là, elle rencontre une hongroise qui lui parle des traditions de Noël de son pays. Cela devient la base de son roman The Christmas Anna Angel.
Après la retraite de son mari en 1946, ils déménagent dans le Maine, où ils vivent jusqu'à leur retour à Boston en 1956. En 1965, elle reçoit la septième médaille Regina de la Catholic Library Association pour « sa contribution continue et distinguée à la littérature jeunesse sans égard de la nature de la contribution ». Cette année-là, elle est également devenue la troisième lauréate du prix Laura Ingalls Wilder qui récompense un auteur ou illustrateur dont les livres, publiés aux États-Unis, ont apporté « une contribution substantielle et durable à la littérature pour enfants ». À l'époque, il était décerné tous les cinq ans.
Sawyer n'a jamais cessé d'écrire, de voyager ou de raconter des histoires. À 81 ans, elle se rend en Autriche pour faire des recherches sur la légende du roi nain nommé Laurin.
Ruth Sawyer, « la grande dame de la narration américaine », meurt le 3 juin 1970 à Lexington, dans le Massachusetts. Ses papiers sont conservés à l'Université St. Catherine à St. Paul.

## Carrière

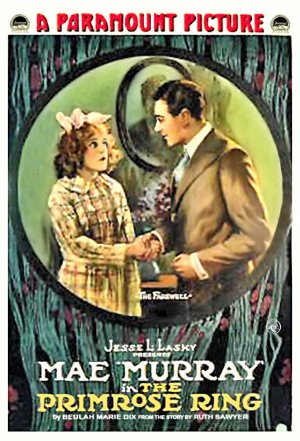
Affiche du film The Primrose Ring, 1917.

Le premier livre de Sawyer est un roman pour adultes, The Primrose Ring. Il sort en 1915 et est adapté en film muet au titre homonyme en 1917. Il met en vedette Mae Murray et Loretta Young, non-créditée, qui fait ses débuts au cinéma en tant que fée.
L'année suivante, elle publie son premier livre pour enfants, This Way to Christmas. L'histoire est celle d'un jeune garçon - basé sur son fils, David - dont les parents partent en voyage et le confient à un couple irlandais, Joanna et Barney. Dans chaque chapitre, David écoute une nouvelle histoire de Noël ou un conte folklorique.
Sawyer publie un livre ou deux par an pendant les vingt prochaines années. Son livre le plus connu, Patins à roulettes (Roller Skates), est publié par Viking Press en 1936. Autobiographie fictive, Roller Skates raconte un an de la vie de Lucinda Wyman, 10 ans, qui porte le nom de l'une des grands-mères de Sawyer. Les parents de Lucinda voyagent en Europe et la laissent avec deux femmes à New York. Ayant une liberté presque illimitée, Lucinda fait du patin à roulettes à travers la ville, rencontrant des gens de tous âges et de toutes nationalités. Roller Skates est considéré en avance sur son temps en raison de la liberté de Lucinda et des problèmes difficiles qu'elle doit affronter tout au long du livre, comme la mort de deux de ses amis. Elle remporte la médaille Newbery de 1937, récompensant la « contribution la plus remarquable de l'année précédente à la littérature pour enfants américaine ».
The Year of Jubilo est une suite de Roller Skates. Publié en 1940, il emmène Lucinda et sa famille dans le Maine après la mort de son père. Encore une fois, Sawyer a romancé sa propre vie. L'année suivante, deux livres sont publiés par Sawyer. The Least One, une histoire pour enfants illustrée par Leo Politi et The Long Christmas. Ce dernier est un recueil de treize légendes, comptines et chants de Noël du monde entier.
Les livres suivants de Sawyer paraissent en 1944. The Way of the Storyteller est divisée en deux parties. Le premier contient des instructions pour ceux qui veulent apprendre des techniques de narration, avec des suggestions pratiques pour la performance, la mémorisation et l'amélioration des compétences. La deuxième section contient onze histoires particulièrement adaptées pour les raconter à haute voix. The Way of the Storyteller a été utilisée comme manuel pour les enseignants, les bibliothécaires et les conteurs pendant de nombreuses années, ressortant dans une version révisée en 1962.
Le deuxième livre de Sawyer publié en 1944 est The Christmas Anna Angel. Basé sur les histoires qu'elle a entendu d'une femme de la prison fédérale de Virginie-Occidentale, il raconte l'histoire d'une jeune fille qui a grandi en Hongrie pendant la Seconde Guerre mondiale. Les privations de la guerre signifient que la famille n'a pas grand-chose à célébrer, mais l'héroïne de l'histoire est convaincue qu'un ange fera un miracle à temps pour Noël. Illustré par Kate Seredy, d'origine hongroise, le livre a été finaliste pour la médaille Caldecott.
À cette époque, l'écriture de fiction de Sawyer était exclusivement réservée aux enfants. Elle publie plusieurs autres livres pour enfants à la fin des années 1940 et 1950, dont Maggie Rose, Her Birthday Christmas. Situé dans le Maine, cette histoire du rêve d'une jeune fille pour une véritable fête d'anniversaire à Noël est illustrée par Maurice Sendak.
Pour Journey Cake, Ho!, Sawyer collabore avec son gendre Robert McCloskey. Sawyer écrit l'histoire, une nouvelle interprétation du thème du Petit Bonhomme de pain d'épices. McCloskey réalise les illustrations et il est finaliste pour le prix Caldecott de 1954.
Le dernier roman pour enfants de Sawyer est Daddles, The Story of a Plain Hound-Dog en 1964. Dans Daddles, la narratrice se souvient de trois étés qu'elle et son frère ont passé dans leur chalet du Maine. Les deux premiers étés, ils partagent leurs aventures avec un chien de chasse nommé Daddles. Le troisième été, ils reviennent pour découvrir que leur compagnon est mort.

## Narration
Sawyer a été appelé « une conteuse d'histoires avec des cadeaux consommés - dont les contes à la fois oraux et écrits devraient être caractérisés comme un art populaire vivant ». L'experte en littérature pour enfants, May Hill Arbuthnot, l'a qualifié de « bonne conteuse avec un sens infaillible des mots, de l'humeur et de la musique de la narration ». Elle a poursuivi en disant : « Il n'y a personne d'autre qui puisse raconter des histoires irlandaises comme elle le fait ». Les bibliothécaires Brandi Florence et Erica Jarvis écrivent : « Elle avait la capacité de prendre de vieux récits et de leur insuffler une nouvelle vie afin de les rendre accessibles à une nouvelle génération ».

## Œuvres

### Fiction jeunesse
- (en) The Tale of the Enchanted Bunnies, Harper, 1923
- (en) Tono Antonio, Viking, 1934
- Patins à roulettes, Éditions de l’Amitié-G. T. Rageot, 1950 ((en) Roller Skates, Viking, 1936), trad. Edith Vincentillustré par Valenti Angelo, Médaille Newbery de 1937.
- (en) The Year of Jubilo, Viking, 1940
- (en) The Least One, Viking, 1941
- (en) The Christmas Anna Angel, Viking, 1944
- (en) Maggie Rose, Her Birthday Christmas, Harper, 1952
- (en) The Enchanted Schoolhouse, Viking, 1956illustré par Hugh Troy
- (en) The Year of the Christmas Dragon, Viking, 1960illustré par Hugh Troy
- (en) Dietrich of Berne and the dwarf king Laurin, Viking, 1963Écrit avec Emmy Molles. illustré par Frederick Chapman
- (en) Daddles, The Story of a Plain Hound-Dog, Little, Brown, 1964illustré par Robert Frakenberg

#### Autres
- (en) This Way to Christmas, Harper, 1915révisé en 1967
- (en) The Long Christmas, Viking, 1941
- (en) Journey Cake, Ho!, Viking, 1953
- (en) My Spain: A Storyteller's Year of Collecting, Viking, 1967

### Fiction pour adultes

#### Romans
- (en) The Primrose Ring, Harper, 1915
- (en) Seven Miles to Arden, Harper, 1916
- (en) Herself, Himself, and Myself: A Romance, Harper, 1916
- (en) Leerie, Harper, 1920
- (en) Folkhouse: The Autobiography of a Home, Appleton Century, 1934
- (en) Gallant: The Story of Storm Veblun, Appleton Century, 1936

#### Autres
- (en) The Way of the Storyteller, Viking, 1942révisé en 1962
- (en) How to Tell a Story, Compton, 1962

### Enregistrement
- (en) Ruth Sawyer, Storyteller, 1965[4].